# Rohrenreith
Rohrenreith (früher auch Rohrenreuth) ist eine Ortschaft und eine Katastralgemeinde der Marktgemeinde Großgöttfritz im Bezirk Zwettl in Niederösterreich.

## Geschichte
Laut Adressbuch von Österreich waren im Jahr 1938 in Rohrenreith ein Landesproduktehändler, ein Schneider und mehrere Landwirte ansässig.

## Siedlungsentwicklung
Zum Jahreswechsel 1979/1980 befanden sich in der Katastralgemeinde Rohrenreith insgesamt 36 Bauflächen mit 24.446 m² und 3 Gärten auf 279 m², 1989/1990 gab es 34 Bauflächen. 1999/2000 war die Zahl der Bauflächen auf 93 angewachsen und 2009/2010 bestanden 53 Gebäude auf 105 Bauflächen.

## Bodennutzung
Die Katastralgemeinde ist landwirtschaftlich geprägt. 259 Hektar wurden zum Jahreswechsel 1979/1980 landwirtschaftlich genutzt und 198 Hektar waren forstwirtschaftlich geführte Waldflächen. 1999/2000 wurde auf 258 Hektar Landwirtschaft betrieben und 196 Hektar waren als forstwirtschaftlich genutzte Flächen ausgewiesen. Ende 2018 waren 254 Hektar als landwirtschaftliche Flächen genutzt und Forstwirtschaft wurde auf 196 Hektar betrieben. Die durchschnittliche Bodenklimazahl von Rohrenreith beträgt 23,5 (Stand 2010).